# تاکاساکی، گونما
تاکاساکی در استان گونما در کشور ژاپن  واقع شده‌است  که دارای جمعیت ۳۴۱٬۸۳۸ نفر و مساحت ۴۰۱٫۰۱ کیلومتر مربع با تراکم جمعیت ۸۵۲  نفر در کیلومترمربع است و در تاریخ ۱ آوریل ۱۹۰۰ به عنوان شهر شناخته شد.